# Rineloricaria sanga
Rineloricaria sanga är en fiskart som beskrevs av Miriam S. Ghazzi 2008. Rineloricaria sanga ingår i släktet Rineloricaria och familjen Loricariidae. Inga underarter finns listade i Catalogue of Life.